# Abraham Avigdorov
Abraham Avigdorov (hebreo: ברהם אביגדורוב) (Mitzpa, Israel, 2 de julio de 1929 - Haifa, Israel, 4 de septiembre de 2012) fue un soldado israelí. Tras la guerra de Independencia de Israel, fue distinguido por actos de valentía en acción contra el enemigo con la medalla «Héroe de Israel» (hoy la «Medalla al Valor»), la más alta condecoración militar israelí. Avigdorov recibió el premio por la destrucción de dos posiciones de ametralladoras ligeras Bren el 17 de marzo de 1948, en la guerra civil durante el Mandato de Palestina.

## Biografía
Abraham nació y creció en Mitzpa, un moshavá cerca de Tiberíades en el mandato británico de Palestina. Su padre Gad era un miembro de Hashomer, asesinado durante la revuelta árabe de 1936. Después de terminar sus estudios de agricultura en Mikve Israel, Abraham se unió al Palmaj en 1947 y fue asignado a la Brigada Yiftaj.

## Historia de la batalla
El 18 de marzo de 1948, poco antes del establecimiento del Estado de Israel, Avigdorov formó parte de una emboscada en la zona de Kiryat Motzkin a un convoy proveniente de Beirut cargado de armas destinado a los árabes de Haifa. Horas antes del ataque, se recibió información de que una columna árabe abandonaba el Líbano y que debía ser detenido a toda costa. Fue entonces cuando el Palmach tendió una emboscada a la caravana.
Avigdorov se lanzó contra la columna, destruyendo dos posiciones de ametralladoras Bren que defendían el convoy, causándole también grandes daños al vehículo que las transportaba, cambiado así el rumbo de la batalla a favor del Palmach. El vehículo atacado explotó, hiriendo gravemente a Avigdorov. El héroe de la batalla fue desplazado a la morgue del Hospital Rothschild en Haifa después de haber sido declarado muerto por un médico local. Fue retirado tras mostrar señales de vida, quedando en el hospital hasta 1949 con graves quemaduras y la mandíbula rota. Ese mismo año fue operado por cirujanos plásticos sudamericanos.

## Héroe de Israel
En una ceremonia celebrada el 17 de julio de 1949, Avigdorov fue convocado para ser galardonado junto con otros once combatientes (cuatro de ellos murieron en la guerra) para recibir el premio Héroe de Israel, por actos heroicos realizados en la guerra de la Independencia de Israel, y en abril de 1973 recibió la Medalla al Valor. La razón de las Fuerzas de Defensa de Israel para el otorgamiento de la medalla fue:

«El 17 de marzo de 1948, en Kiryat Motzkin, en un acto individual Abraham Avigdorov asaltó la caravana de un convoy enemigo cargado de armas y municiones. Saltó sobre la carretera enfrentando al convoy y disparó con su ametralladora, destruyendo dos ametralladoras "Bren" del enemigo. Esto selló el destino de la batalla a nuestro favor. Él mismo fue herido en esta acción en la explosión.»

Tras la guerra de Yom Kipur, en 1973, Avigdorov visitó familias de las víctimas, así como a los veteranos heridos, para mostrarles que se puede vivir con una lesión.
En su vida civil, trabajó para el Ministerio de Agricultura en pruebas de pesticidas. Abraham Avigdorov estaba casado con Aliza y tuvieron una hija, Daphi.

## Distinciones honoríficas
- Héroe de Israel en 1949.
- Medalla al Valor en 1973.